# 문덕황후 (조위)
문덕황후 곽여왕(文德皇后 郭女王, 184년 ~ 235년)은 중국 삼국 시대 위(魏)의 초대 세조 문황제(世祖 文皇帝) 조비(曹丕)의 황후이다. 후한 말의 남군태수(南郡太守) 곽영(郭永)의 딸로써, 안평군(安平郡) 광종현(廣宗縣) 태생이다.

## 생애
어린 시절 부모를 잃은 이후, 가난한 생활을 하였다. 조조(曹操)가 위공(魏公)으로 책봉될 당시 동궁(東宮)의 궁녀가 되었으며, 조비(曹丕)가 후계자가 되도록 도왔다.
총애를 받아 곧 귀비(貴妃)가 되었다.
견씨(甄氏)가 죽은 뒤, 조비는 곽귀인을 황후로 세우려 하였다. 문무백관들의 반대를 받았지만, 조비는 이를 무릅쓰고 곽귀인을 황후로 세웠다. 곽귀인이 황후가 되자, 그녀의 일가 사람들이 관직에 출사하게 되었고, 곽귀인은 그들이 잘못된 일을 할 때마다 그것에 대한 주의를 당부하였다.
조예(曹叡)가 황제에 즉위하자, 문덕황후는 황태후(皇太后)에 책봉되었으며, 영안궁(永安宮)에서 거처하게 되었다. 청룡(青龍) 3년(235년) 허창(許昌)에서 세상을 떠났으며, 유언에 따라 수양릉(首陽陵)의 서쪽에 묻혔다.

## 기타
당대 사서인 《위략(魏略)》이나 후대 사서인 《한진춘추(漢晋春秋)》등에서, 견씨(甄氏)의 죽음이 곽귀인의 음모라고 주장하기도 한다. 곽귀인은 조비에게 견씨를 중상 모략하여 조비가 견씨에게 자살을 명하게 유도한 뒤 황후가 되었으나, 후사를 이을 아들을 낳지 못하여 견씨의 아들 조예(曹叡)가 황제에 즉위하게 되었다. 조예는 처음에는 문덕황후를 후대하여 황태후(皇太后)로 책봉하였으나, 견씨의 죽음에 대한 재수사를 진행한 뒤 문덕황후를 사사하였다. 《자치통감》 역시 견씨가 죽은 이유는 곽귀인이 견씨를 참소했기 때문이라고 기록했다.

## 같이 보기
- 조비
- 조예